# Robert Howland
Robert Howland (Robert Leslie „Bonzo“ Howland; * 25. März 1905 in Berkhamsted; † 7. März 1986 in Saffron Walden) war ein britischer Kugelstoßer.
1928 schied er bei den Olympischen Spielen in Amsterdam in der Qualifikation aus.
Bei den British Empire Games 1930 in Hamilton und 1934 in London gewann er für England startend jeweils Silber.

## Persönliche Bestleistungen
- Kugelstoßen: 14,86 m, 1935
- Diskuswurf: 38,58 m, 1935